# Papandayan

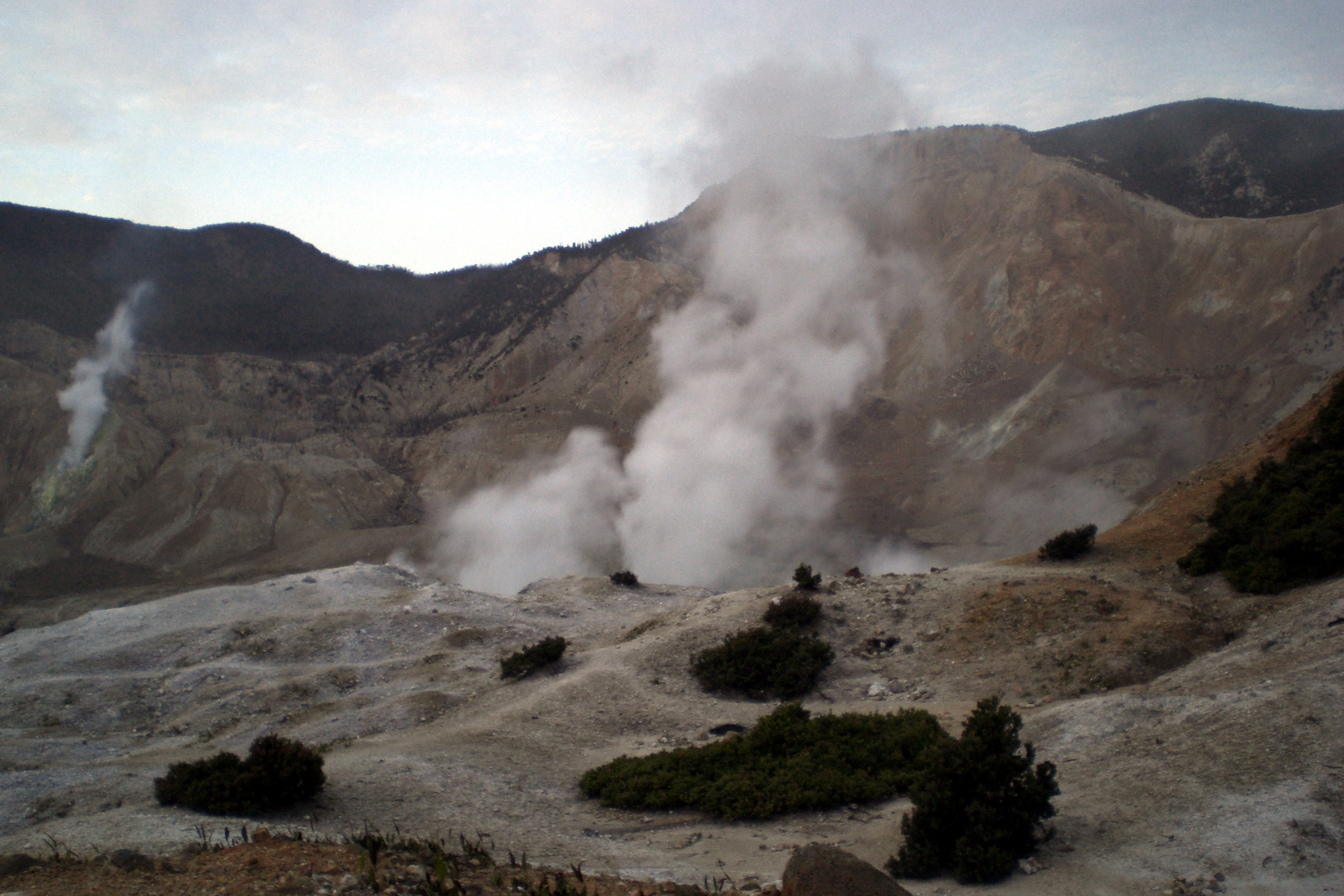
Fumarolen auf dem Papandayan

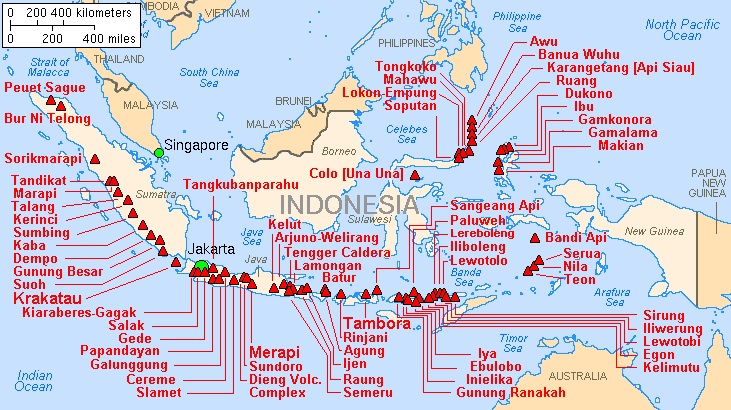
Karte der Vulkane in Indonesien

Der Gunung Papandayan (indonesisch Gunung = „Berg“) ist ein Schichtvulkan in Indonesien. Er hat eine Höhe von 2665 m und ist einer der aktiven Vulkane des Landes.

## Allgemeine Informationen
Indonesien hat die weltweit höchste Dichte von Vulkanen und ist Teil des so genannten „Pazifischen Feuerrings“. Der Feuerring ist ein ausgedehntes Gebiet im Pazifischen Ozean mit regelmäßigen Erdbeben und Vulkanausbrüchen. Dort gibt es 128 aktive Vulkane, von denen 65 als gefährlich eingestuft wurden.
Der Papandayan befindet sich auf der indonesischen Insel Java in der Provinz West-Java, 47 km südöstlich der Provinzhauptstadt Bandung in einem dichtbesiedelten Gebiet.
Er hat eine bis zu 1,8 km breite Caldera, in der sich mehrere jüngere und ältere Krater und Fumarolen befinden.

## Eruptionen
Beim ersten Ausbruch in geschichtlicher Zeit 1772 brach die Nordostflanke zusammen. Durch die dabei entstandene Gerölllawine wurden 40 Dörfer zerstört und fast 3000 Menschen getötet.
Weitere Ausbrüche fanden 1923 und 1942 statt.
Der letzte Ausbruch fand im November und Dezember 2002 statt. Dabei wurden an der Ostseite des Vulkans große Waldflächen durch phreatische Eruptionen zerstört.

## Aktuelle Aktivitäten
Seit dem 4. August 2007 zeigt der Papandayan wieder verstärkte Aktivität. Am 13. August 2011 wurde der Status auf Stufe III (Erhöhte Bereitschaft) angehoben und das Gebiet für Ortsfremde gesperrt.

## Zwischenfälle
- Am 18. Oktober 1992 wurde eine CASA CN-235 der indonesischen Merpati Nusantara Airlines (Luftfahrzeugkennzeichen PK-MNN) in die Flanke des Vulkans Papandayan geflogen. Die Maschine befand sich im Sichtanflug auf den Flughafen Bandung, obwohl Wolken den Vulkan verdeckten. Das Flugzeug schlug in einer Höhe von 6120 Fuß (1865 Metern) auf dem 2665 Meter hohen Vulkan auf. Durch diesen CFIT (Controlled flight into terrain) wurden alle 31 Insassen getötet, vier Besatzungsmitglieder und 27 Passagiere.[6]